# Yuma (langue)
Pour les articles homonymes, voir Yuma.
Le yuma  (ou quechan, de l'ethnonyme kwtsan) est une langue yumane de la branche des langues yumanes centrales parlée aux États-Unis, en Californie, le long du Colorado, près de la ville de Yuma.

## Une langue menacée
La langue, parlée par seulement 150 personnes pour une population de 815 vivant sur la réserve de Fort Yuma, est menacée.